# سیارک ۱۹۸۱۷
سیارک ۱۹۸۱۷ (به انگلیسی: 19817 Larashelton، نامگذاری:2000SK145) نوزده هزار و هشتصد و هفدهمین سیارک کشف شده‌است که در ۲۴ سپتامبر ۲۰۰۰ کشف شد.
قدر مطلق سیارک برابر ۱۷.۰ است.